# Afrorylon camerunense
Afrorylon camerunense là một loài bọ cánh cứng trong họ Cerylonidae. Loài này được Sen Gupta & Crowson miêu tả khoa học năm 1973.